# Mary-Claire King
Mary-Claire King (Wilmette, 27 febbraio 1946) è una genetista statunitense.
Dopo aver ottenuto un bachelor's degree in matematica (cum laude) al Carleton College, si è laureata in genetica alla University of California, Berkeley. Nella sua tesi di laurea ha dimostrato tramite analisi comparativa proteica che il genoma dell'uomo e dello scimpanzé sono per il 99% identici.
Dal 1976 al 1995 è stata professoressa di genetica ed epidemiologia a Berkeley. Nel 1990 dimostrò che un singolo gene del cromosoma 17, poi diventato noto come BRCA1, è responsabile di molti casi di cancro al seno, ipotizzando anche che il 5-10% di cancri al seno siano ereditari. Dal 1995 è docente di genetica alla Washington University di Seattle.
Impegnata sul fronte dei diritti civili, nel 1984 lavorò con l'associazione argentina Abuelas de Plaza de Mayo per identificare i bambini sottratti alle loro famiglie e adottati illegalmente durante la dittatura militare nella cosiddetta guerra sporca (1976-1983).  Ha collaborato anche con altre associazioni umanitarie, tra cui Amnesty International, per trovare persone scomparse per ragioni politiche in vari paesi del mondo.
Mary-Claire King ha ricevuto numerosi riconoscimenti. È membro della National Academy of Sciences dal 2005 e nel 2014 è stata premiata con il Lasker Award per meriti speciali nel campo della medicina e delle scienze biomediche.